# کاچولونگ
کاچولونگ  (به انگلیسی: Cacholong) با فرمول شیمیایی  از مجموعه کانی هاست و خواص فیزیکی و شیمیایی آن شبیه کالسدوئن است. از کلمة مونگول چینی (رودخانه Kach) در ترکمنستان گرفته شده‌است. محلول در KOH SiO۲:۱۰۰٪  همراه با ادخالهای Al,Fe,Mg,Ca,Ni,Cr برای اولین بار در عراق - نجف کشف شد و از نظر شکل بلور: منشوری کوتاه، رنگ: سفید گچی، شفافیت: کدر(اپاک)، شکستگی: صدفی و در رده‌بندی اکسید است  و منشأ تشکیل آن ثانوی است.
همایند کانی‌شناسی (پارانژ) آن کالسدوئن - اوانسیت- اپال- کالسدوئن- آگات است
، از نظر ژیزمان تقریباً کمیاب است و بیشتر در اطریش، چک اسلواکی، بسیار فراوان در استپ‌های مونگول (ترکمنستان) یافت می‌شود.